# Josef Toufar
Josef Toufar (Arnolec, 14 luglio 1902 – Praga, 25 febbraio 1950) è stato un presbitero ceco, vittima e martire del regime comunista cecoslovacco.

## Biografia

### Gli anni della giovinezza
Josef Toufar nacque ad Arnolec, un villaggio della Vysočina morava, da una famiglia di agricoltori. Quartogenito di cinque fratelli, dopo la licenza elementare, ottenuta solo nel luglio 1916 a causa dello scoppio della Prima guerra mondiale, espresse il desiderio di continuare gli studi per poter poi accedere al seminario e seguire così la vocazione al sacerdozio che urgeva nel suo cuore fin dall’infanzia. Ciò gli fu possibile solo dopo la morte del padre Josef, avvenuta nel 1927. Nel 1928, all’età di 26 anni, Josef Toufar si iscrisse al ginnasio di Německý Brod (oggi Havlíčkův Brod) e iniziò il primo di otto lunghi anni, non sempre facili, di studi classici. Nel 1935, ottenuta la maturità al liceo classico di Chotěboř, entrò nel seminario di Hradec Králové, dove intraprese i cinque anni canonici di studi di teologia. La volontà forte e la fede provata lo sostennero anche negli ultimi anni di seminario, gravati dai disagi provocati dallo scoppio della Seconda guerra mondiale e dalla dittatura nazista instaurata nel Protettorato di Boemia e Moravia già nel marzo del 1939.

### Parroco a Zahrádka
Josef Toufar fu ordinato sacerdote a Hradec Králové il 29 giugno 1940, solennità dei Santi Apostoli Pietro e Paolo. Ottenne subito il suo primo incarico come cappellano nella parrocchia di Zahrádka, un villaggio della campagna boema, dove fu mandato in aiuto del parroco, il decano Jan Schwaller, da poco colpito da ictus. Don Toufar, persona mite e di buon cuore, dal carattere fermo e leale e al contempo dotato di una buona dose di umorismo, divenne presto un punto di riferimento per tutti i parrocchiani, di qualsivoglia fede religiosa e credo politico, una guida per i futuri sacerdoti e per i giovani, per la cui pastorale si ispirava all’operato di san Giovanni Bosco. Il periodo bellico in quella zona, dove si erano venute a creare alcune formazioni partigiane alquanto attive, fu molto duro, funestato da violente rappresaglie e feroci rastrellamenti da parte delle SS. Don Toufar non solo seppe infondere coraggio e speranza ai suoi parrocchiani, ma si adoperò concretamente per risolvere i numerosi problemi relativi alla sopravvivenza della popolazione, senza mai trascurare il decoro della chiesa e delle funzioni religiose. Tre anni dopo la fine della guerra, il 25 febbraio 1948, avvenne il colpo di stato comunista, che ebbe notevoli ripercussioni sulla realtà politico-sociale della Cecoslovacchia e sulla Chiesa cattolica, da sempre sovrapolitica e sovrapartitica. Cominciarono le persecuzioni contro i sacerdoti fedeli alla Chiesa di Roma, rappresentata in Cecoslovacchia dal primate e arcivescovo di Praga, mons. Josef Beran. Dopo aver fatto notevoli pressioni sulla Curia vescovile di Hradec Králové, i comunisti locali, ritenendo il parroco un elemento sovversivo, ottennero il suo allontanamento da Zahrádka. Il 16 aprile 1948, dopo quasi otto anni di servizio, don Toufar fu costretto a lasciare la parrocchia e a trasferirsi nel non lontano villaggio di Číhošť.

### Il miracolo di Číhošť
L’11 dicembre 1949, terza domenica di Avvento, nella piccola chiesa di Číhošť avvenne un fatto inspiegabile, conosciuto ancor oggi come “il miracolo di Číhošť”. Durante l’omelia, mentre don Toufar commentava il versetto di san Giovanni 1,26 «In mezzo a voi sta uno che non conoscete», la croce sul tabernacolo si mosse alcune volte, rimanendo poi leggermente spostata in avanti e in direzione del pulpito. Alcuni fedeli videro il fenomeno, mentre il parroco, che dava le spalle all’altare, non si accorse di nulla. In breve la notizia del fatto si sparse in tutta la repubblica, attirando nel villaggio centinaia di visitatori, oltre ad alcuni agenti della Polizia segreta (StB) con il compito di investigare sull’accaduto.

### L’arresto, la detenzione e il martirio
Il 28 gennaio 1950 il sacerdote fu arrestato con uno stratagemma, nel cortile della canonica, da alcuni agenti della StB. L’accusa era quella di aver inscenato il “miracolo” per mezzo di un meccanismo di molle e spaghi atto a muovere la croce, con lo scopo di organizzare un atto sovversivo nei confronti della Democrazia popolare cecoslovacca. Imprigionato nel carcere di Valdice (Stará Ves), fu sottoposto a numerosi interrogatori, accusato di omosessualità e di pedofilia e infine percosso e torturato per giorni interi da parte del gruppo investigativo capeggiato dall’agente segreto Ladislav Mácha. Cosciente delle proprie responsabilità nei confronti della Chiesa e dei propri parrocchiani, don Toufar non rilasciò la confessione che avrebbe potuto salvargli la vita e, sostenuto dalla fede, preferì andare incontro al martirio. Nella notte tra il 23 e il 24 febbraio 1950, per ordine dei vertici del Partito Comunista Cecoslovacco, una squadra di tecnici della StB ricostruì il miracolo nella chiesa di Číhošť. Don Toufar, ormai agonizzante, fu prelevato dal carcere di Valdice, trasportato a Číhošť e obbligato a mimare i gesti compiuti durante l’omelia dell’11 dicembre. Nacque così il documentario di propaganda “Guai all’uomo per colpa del quale avviene lo scandalo”, trasmesso poi nei cinema della repubblica per dimostrare l’atteggiamento sovversivo e mistificatore della Chiesa cattolica nei confronti del governo cecoslovacco.

### La morte
Josef Toufar, colto da malore durante il viaggio di ritorno a Valdice, fu trasferito nella casa di cura Borůvka, lussuosa clinica di proprietà dello Stato sita in via Legerova a Praga. Sottoposto a un intervento chirurgico, morì la sera del 25 febbraio 1950 – terzo anniversario del putsch comunista - a causa di una peritonite in fase avanzata. Dopo l’autopsia, il cui referto fu manipolato dalla StB, il suo corpo fu traslato nel cimitero praghese di Ďáblice e sepolto frettolosamente sotto falso nome in una fossa comune. Per quattro anni nessuno seppe più nulla di lui. Solo nel 1954 la nipote Marie venne a sapere della morte dello zio avvenuta per «malattia interna». La croce miracolosa, trafugata dalla StB, non fu più ritrovata.

## Il caso Toufar
La morte del parroco di Číhošť fu un’amara sorpresa sia per la StB sia per il governo comunista della Democrazia popolare cecoslovacca, guidata dal presidente Klement Gottwald, che si apprestava ad allestire un grandioso maxiprocesso farsa nei confronti di don Josef Toufar. Lo scopo del processo, il primo di una lunga serie, era quello di screditare non solo il giovane sacerdote, ma anche la Santa Sede, agli ordini della quale egli avrebbe agito inscenando il miracolo. Il Vaticano doveva apparire come un’istituzione imbrogliona con al suo seguito numerosi sacerdoti-agenti pronti a intervenire con atti di sabotaggio e di spionaggio contro il regime. 
In quei primi mesi del 1950 si ebbe una feroce recrudescenza della persecuzione contro la Chiesa: i conventi chiusi, i vescovi in prigione e gli ordini religiosi aboliti, la Chiesa greco-cattolica liquidata, i sacerdoti cattolici arrestati, processati, imprigionati e, privati della possibilità di esercitare il ministero sacerdotale, inviati nei campi di lavoro. Nel marzo 1950 il braccio di ferro tra il regime e il Vaticano culminò con l’espulsione dalla Cecoslovacchia di mons. Ottavio De Liva, internunzio apostolico della Santa Sede a Praga. Anche alcuni sacerdoti amici di don Toufar, come l’abate del monastero premostratense di Želiv, Bohumil Vít Tajovský, furono processati e incarcerati. La stessa sorte toccò ad alcuni laici, come il fotografo Josef Peške, autore di alcuni scatti fotografici della croce miracolosa, il quale fu condannato a tredici anni di reclusione per presunta propaganda del miracolo di Číhošť.
In Cecoslovacchia il caso Toufar ritornò nuovamente di attualità nel 1968, nei giorni della “Primavera di Praga”, grazie a Jiří Brabenec, un giornalista di “Lidová demokracie”, ma l’invasione del Paese da parte degli eserciti del Patto di Varsavia soffocò ogni tentativo di fare chiarezza sull’accaduto. Il caso Toufar ebbe notevole eco anche in Italia grazie ad alcuni articoli comparsi su “L’Unità” in quei fatidici mesi, i quali dettero ampio credito alla “verità” del regime a scapito della moralità della Chiesa e dei suoi ministri, contribuendo alla sua diffusione. Ma di fronte alla repressione e alla propaganda anticlericale, addirittura all’apostasia di un certo numero di sacerdoti, si erge una frase del filosofo cattolico Josef Benda, il quale affermò che «tutto questo è stato più che bilanciato dall’alto credito morale che la Chiesa acquisì davanti alla società intera».

## Nel cuore della gente
Quarant’anni di dittatura e di persecuzione nei confronti della Chiesa non sono bastati a offuscare il ricordo di don Toufar nel cuore dei fedeli e in generale del popolo ceco che, per l’eroicità della sua fede, lo ha innalzato ormai da tempo agli onori degli altari e lo venera come uno dei martiri più illustri del regime comunista cecoslovacco. Il ricordo di don Toufar è rimasto vivo nel tempo anche grazie al notevole contributo di numerosissimi artisti cechi, che hanno dato voce ai sentimenti di amore e di devozione collettivi nei confronti del sacerdote martire trasformandoli in preziose opere letterarie, teatrali, filmiche, documentaristiche e musicali. Chi però ha contribuito maggiormente a divulgare la storia dell’umile parroco della Vysočina e a richiamare prepotentemente alla ribalta il caso Toufar è Miloš Doležal (Háje u Ledče nad Sázavou, 1º luglio 1970), scrittore, poeta e giornalista della Radio ceca. Nell’estate del 1987 Miloš Doležal, all’epoca un liceale della Vysočina, decise di recarsi a Číhošť in bicicletta per visitare il luogo in cui aveva operato don Josef Toufar, che aveva imparato a conoscere dai racconti dei nonni, un tempo suoi parrocchiani. Da allora Miloš Doležal ha continuato a dedicarsi allo studio della vita, della personalità e della spiritualità di don Toufar attraverso un accurato lavoro di ricerca, tra l’altro negli archivi della StB, che ha portato alla realizzazione di due best seller: Jako bychom dnes zemřít měli – drama života, kněžství a mučednické smrti číhošťského faráře P. Josefa Toufara ("Come se dovessimo morire oggi. Il dramma della vita, del sacerdozio e del martirio di don Josef Toufar"), Nová Tiskárna Pelhřimov, Pelhřimov, 2012, libro dell’anno 2012 in Repubblica Ceca, e Krok do tmavé noci ("Un passo nella notte oscura"), Nová Tiskárna Pelhřimov, Pelhřimov, 2016. L’enorme successo ottenuto già dal primo di questi due libri ha avuto notevoli ripercussioni in Repubblica Ceca riguardo agli eventi legati a don Josef Toufar accaduti negli ultimi anni.

## Il processo di beatificazione
Grazie alla pubblicazione del primo libro di Miloš Doležal, il 25 aprile 2013 la Conferenza episcopale ceca ha dato l’avvio al processo di beatificazione del venerabile don Josef Toufar, martire della fede durante il regime comunista cecoslovacco. Postulatore della causa è padre Tomáš Petráček, sacerdote e storico, chiamato a svolgere questo compito delicato dal vescovo di Hradec Králové, mons. Jan Vokál. Importante ai fini del processo di beatificazione è stata la riesumazione dei resti di don Toufar avvenuta nell’autunno 2014 a quasi sessantacinque anni dalla sepoltura nel cimitero praghese di Ďáblice. Sottoposti all’esame del Dna, i resti sono stati riconosciuti come appartenenti a Josef Toufar. Il 12 luglio 2015, per volontà dello stesso sacerdote, le sue reliquie sono state traslate a Číhošť e inumate solennemente nella chiesa locale.

## Don Josef Toufar in Italia
Il 25 febbraio 2015, nel 65º anniversario della morte di don Toufar, è uscita l’edizione italiana del primo dei due libri di Miloš Doležal, tradotto e curato da Tiziana Menotti: "Come se dovessimo morire oggi. La vita, il sacerdozio e il martirio di don Josef Toufar"; Itaca, Castel Bolognese, 2015, con la prefazione del cardinale Dominik Duka OP, arcivescovo di Praga. Completano il volume l’introduzione del prof. Alessandro Vitale, che contestualizza il martirio di questo uomo semplice nel terrore della Cecoslovacchia stalinista, e l’appendice di Angelo Bonaguro sull’eco del caso Toufar nelle pagine italiane de “L’Unità”.